# Waschmaschinenzählerumschalter
Als Waschmaschinenzählerumschalter bezeichnet man technische Einrichtungen in Gemeinschaftswaschküchen, die es ermöglichen, den Strom vom eigenen Zähler an der gemeinsamen Waschmaschine in der Waschküche eines (meist Mehrfamilien-)Hauses zu nutzen. Die ursprünglichen Geräte verwendeten für die Identifikation des Benutzers Schlüssel (wie beim Türschloss oder mechanisch kodierte Steckschlüssel). Diese hatten meist auch noch eine aufwändige Verdrahtung. Die weitere Entwicklung brachte eine Miniaturisierung mit sich und die Identifikation des Benutzers erfolgt mit modernen elektronischen Medien. So verwenden aktuelle Geräte Chipkarten, es gibt aber auch bereits Geräte, bei denen die Identifikation des Benutzers mittels RFID-Karten erfolgt. Diese Geräte der neuen Generation haben eine vereinfachte Verdrahtung, es ist oft nur noch ein Vier-Leiter-Bus zu verdrahten. Dafür bieten sich z. B. U72-Kabel an. Das verringert den Installationsaufwand erheblich.
Die Funktionsweise ist denkbar einfach:
- Ein Identifikationsgerät (hier im Beispiel der Chipkartenleser) identifiziert den Benutzer
- Nach erfolgreicher Identifikation erfolgt die Befehlsweitergabe an das Schaltgerät
- Dieses schaltet das entsprechende Relais ein, welches den Strom vom Wohnungszähler direkt an den Verbraucher freigibt.

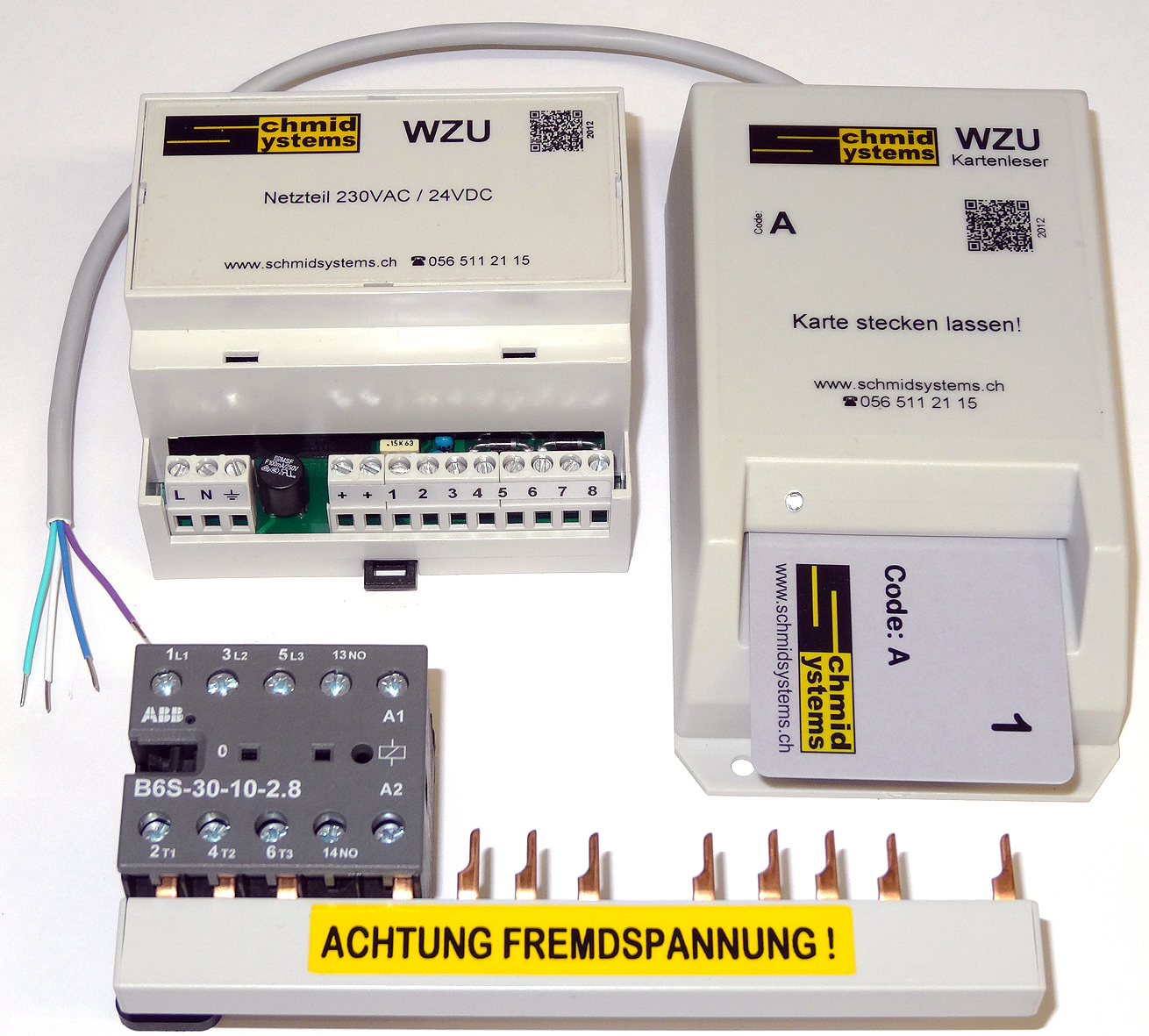
Bestandteile eines WZU
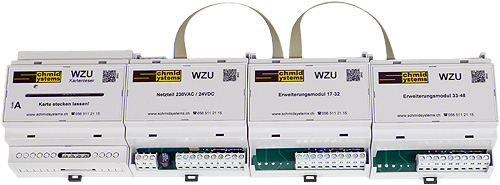
WZU mit Kartenleser für DIN-Schienen-Montage und Erweiterungsmodulen für insgesamt 48 Benutzer
- WZU-Anschluss-Schema